# Elisabet Ney
Franzisca Bernadina Wilhelmina Elisabeth Ney (26 de enero de 1833-29 de junio de 1907) fue una escultora germano-estadounidense que pasó la primera mitad de su vida y carrera en Europa, produciendo retratos de líderes famosos como Otto von Bismarck, Giuseppe Garibaldi y el rey Jorge V. de Hannover. A los 39 años, emigró a Texas con su esposo, Edmund Montgomery, y allí se convirtió en pionera en el desarrollo del arte. Entre sus obras más famosas durante su período en Texas se encuentran las figuras de mármol de tamaño natural de Sam Houston y Stephen F. Austin, comisiones para el Capitolio del Estado de Texas. Un gran grupo de sus obras se encuentran en el Museo Elisabet Ney, ubicado en su casa y estudio en Austin. Otras obras se pueden encontrar en el Capitolio de los Estados Unidos, el Museo de Arte Americano Smithsonian y numerosas colecciones en Alemania.

## Primeros años
Ney nació en Münster, en la provincia de Westfalia, hija de Johann Adam Ney, tallador de piedra y presunto sobrino del mariscal de campo Michel Ney, y Anna Elizabeth el 26 de enero de 1833. El único otro hijo sobreviviente de la familia Ney fue su hermano mayor, Fritz. Sus padres eran católicos de herencia alsaciana - polaca. Era sobrina nieta de Michel Ney, mariscal de Francia . Al principio de su vida, declaró que su objetivo era "conocer grandes personas".

## Carrera

### Europa
Ney creció ayudando a su padre en su trabajo. Hizo una huelga de hambre de varias semanas cuando sus padres se opusieron a que se convirtiera en escultora, lo que llevó a sus padres a solicitar la ayuda del obispo local. Sus padres finalmente cedieron y en 1852 se convirtió en la primera mujer estudiante de escultura en la Academia de Arte de Múnich, bajo la dirección del profesor Max von Widnmann. Recibió su diploma el 29 de julio de 1854. Tras graduarse, se trasladó a Berlín para estudiar con Christian Daniel Rauch. Con Rauch estudió el realismo y la tradición artística alemana, y comenzó a esculpir sus primeros retratos de la élite alemana.
Ney abrió un estudio en Berlín en 1857. El filósofo alemán Arthur Schopenhauer accedió a sentarse para un retrato esculpido a la persuasión de Edmund Montgomery, con quien se casaría en 1863. El retrato fue aclamado como un éxito artístico y dio lugar a otros encargos, entre los que destacan Jacob Grimm, de los Hermanos Grimm, el líder militar italiano Giuseppe Garibaldi, el compositor Richard Wagner, Cosima von Bülow (hija de Franz Liszt y futura esposa de Wagner), la figura política prusiana-alemana Otto von Bismarck y el rey Jorge V de Hannover. Este último también encargó retratos en busto del compositor Josef Joachim y de su esposa, la contralto Amalie Weiss Joachim. Poco después de terminar el busto de Bismarck, los agentes prusianos le encargaron en 1868 un retrato de cuerpo entero de Luis II de Baviera en Múnich.

### Estados Unidos
A principios de la década de 1880, Ney, por entonces residente en Texas, fue invitada a Austin por el gobernador Oran M. Roberts, lo que supuso la reanudación de su carrera artística. En 1892, construyó un estudio llamado Formosa en el barrio de Hyde Park, al norte de Austin, y comenzó a buscar encargos
En 1891, la Junta de Administradores de la Asociación de la Feria Mundial de Chicago encargó a Ney, con un suplemento de 32.000 dólares de la legislatura del estado de Texas, el modelado de las figuras de Sam Houston y Stephen F. Austin para el Edificio de la Mujer en la Exposición Mundial de Columbia. Feria de 1893. Ney no cumplió con el plazo y las esculturas no se mostraron en la Exposición. La  Estatua de Sam Houston y la Estatua de Stephen F. Austin pueden verse ahora en el Capitolio de Texas en Austin y en la Colección National Statuary Hall del Capitolio de los Estados Unidos en Washington D. C. Se le encargó la estatua de Albert Sidney Johnston para su tumba en el Cementerio Estatal de Texas. Una de sus obras emblemáticas fue la figura de Lady Macbeth ; el modelo de yeso está en el Museo Elisabet Ney y el mármol completo está en la colección del Museo Smithsonian de Arte Americano. Consiguió que el orador, tres veces candidato a la presidencia, y destacado abogado William Jennings Bryan se sentara para un retrato; esperaba vender réplicas de este busto a los clubes de debate de todo el país.
Su busto retrato de tamaño natural de David Thomas Iglehart de 1903 se encuentra en la Plaza de la Sinfonía de Austin, donde está en préstamo permanente a la Sociedad Sinfónica de Austin La que se considera posiblemente la última obra conocida de Ney, una escultura de un querubín de cabello despeinado que descansa sobre una tumba y conocida como el Schnerr Memorial de 1906, se puede encontrar en Der Stadt Friedhof en Fredericksburg, Texas.
Además de sus actividades escultóricas, Ney también participó activamente en asuntos culturales en Austin. Formosa se convirtió en un centro de reuniones culturales y de curiosos. El compositor Paderewski y la bailarina rusa Anna Pavlova estaban entre sus visitantes

## Vida personal
Mientras visitaba a unos amigos en Heidelberg en 1853, Ney conoció a un joven estudiante de medicina, científico y filósofo escocés llamado Edmund Montgomery. Se mantuvieron en contacto y, aunque ella veía la institución del matrimonio como un estado de esclavitud para las mujeres, después de que él estableciera un consultorio médico en Madeira, se casaron en el consulado británico de esa ciudad el 7 de noviembre de 1863.
Sin embargo, Ney seguía siendo muy franca en cuanto al papel de la mujer. Se negó a utilizar el nombre de Montgomery, a menudo negó que estuviera casada y una vez comentó:

Las mujeres son tontas si se molestan con las tareas domésticas. Mírame; duermo en una hamaca que no requiere maquillaje. Rompo un huevo y lo bebo crudo. Preparo una limonada en un vaso y la enjuago, y mis tareas domésticas han terminado por hoy.

Llevaba pantalones y montaba a horcajadas sobre sus caballos como hacían los hombres. Le gustaba confeccionar su propia ropa, que, además de los pantalones, incluía botas y una levita negra de artista.
A Montgomery se le diagnosticó tuberculosis en 1863. En 1870, la guerra franco-prusiana había comenzado. En otoño de ese año, Ney se quedó embarazada de su primer hijo. Montgomery recibió una carta de su amigo, el barón Carl Vicco Otto Friedrich Constantin von Stralendorff de Mecklenburg-Schwerin, que se había trasladado a Thomasville, Georgia, con su nueva esposa, Margaret Elizabeth Russell de Boston, Massachusetts, declarando el lugar "el paraíso terrenal". El 14 de enero de 1871, Ney y Montgomery, acompañados por su ama de llaves, Cenci, emigraron a Georgia, a una colonia promocionada como centro turístico para consumidores. Su primer hijo, Arthur, nació allí en 1871, pero murió dos años después (posiblemente de difteria, pero la causa de la muerte es discutida). Por desgracia, la colonia de Thomasville no funcionó como ellos esperaban. El barón y la baronesa von Stralendorff regresaron a Wismar, Alemania, donde él murió el 1 de julio de 1872.
Ney y Montgomery buscaron un lugar para vivir en otros lugares de los Estados Unidos, incluido Red Wing, Minnesota, donde nació su segundo hijo, Lorne (1872–1913). Más tarde ese año, Ney viajó sola a Texas. Con la ayuda de Julius Runge, un hombre de negocios de Galveston, se le mostró la plantación Liendo, cerca de Hempstead, en el condado de Waller . El 4 de marzo de 1873 llegaron Montgomery y el resto de la familia y compraron la plantación. Mientras él se ocupaba de su investigación, ella la dirigió durante los siguientes veinte años.

## Muerte y legado
Ney murió en su estudio el 29 de junio de 1907 y está enterrada junto a Montgomery, quien murió cuatro años después, en la plantación Liendo.
A su muerte, Montgomery vendió el estudio de Formosa a Ella Dancy Dibrell. Según sus deseos, su contenido fue legado a la Universidad de Texas en Austin, pero debía permanecer en el edificio. El 6 de abril de 1911, Dibrell y otros amigos establecieron la Asociación de Bellas Artes de Texas (después de más de un siglo de existencia, la organización ahora se conoce como Contemporary Austin ) en su honor. Es la organización más antigua de todo Texas que existe para apoyar las artes visuales. Formosa es ahora la sede del Museo Elisabet Ney . En 1941, la Ciudad de Austin se hizo cargo de la propiedad y administración.
En 1961, la Escuela Primaria Lake Jackson en Lake Jackson, Texas, pasó a llamarse Escuela Primaria Elisabet Ney en su honor.

## Galería

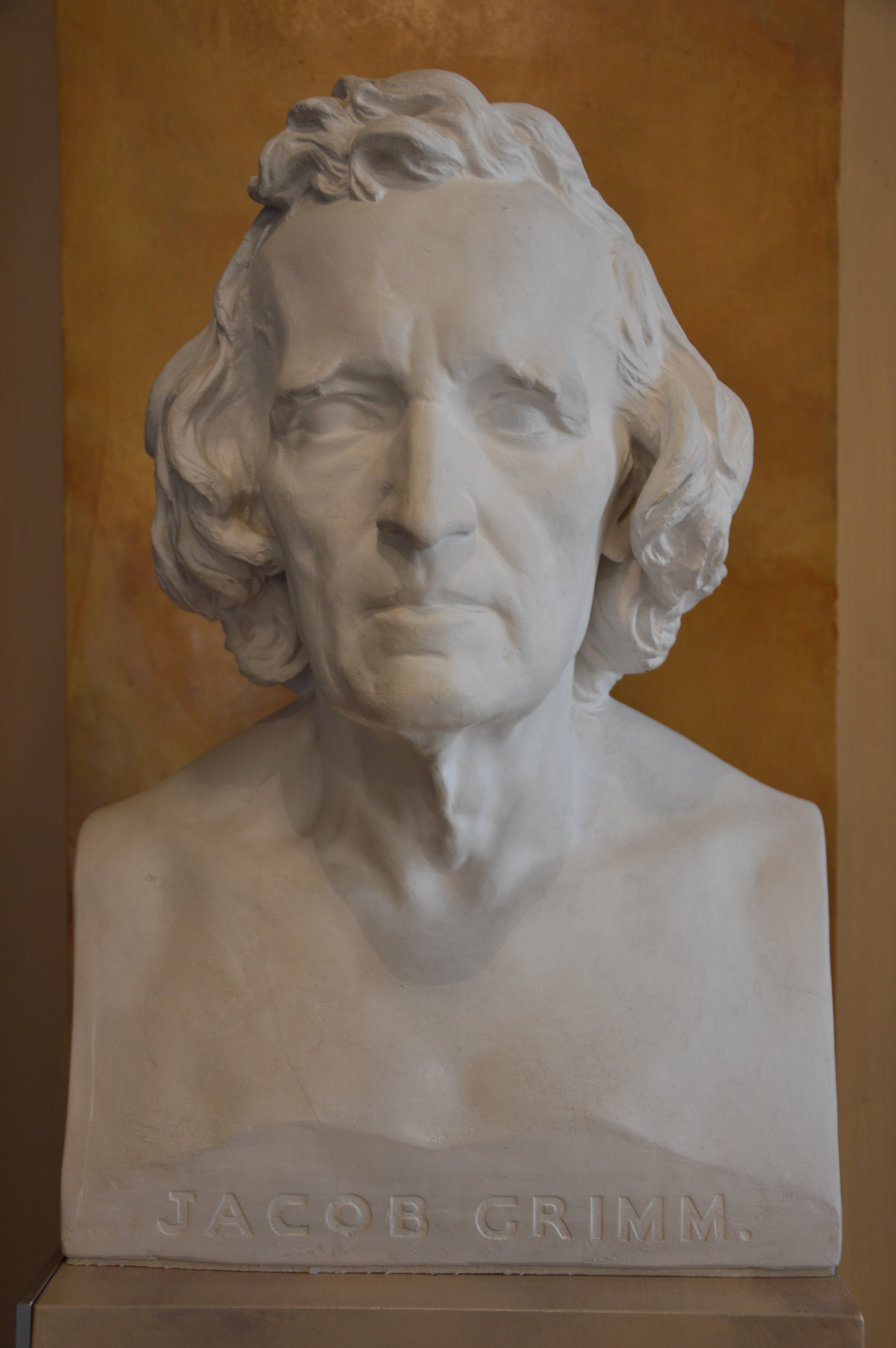
Busto retrato de Jacob Grimm
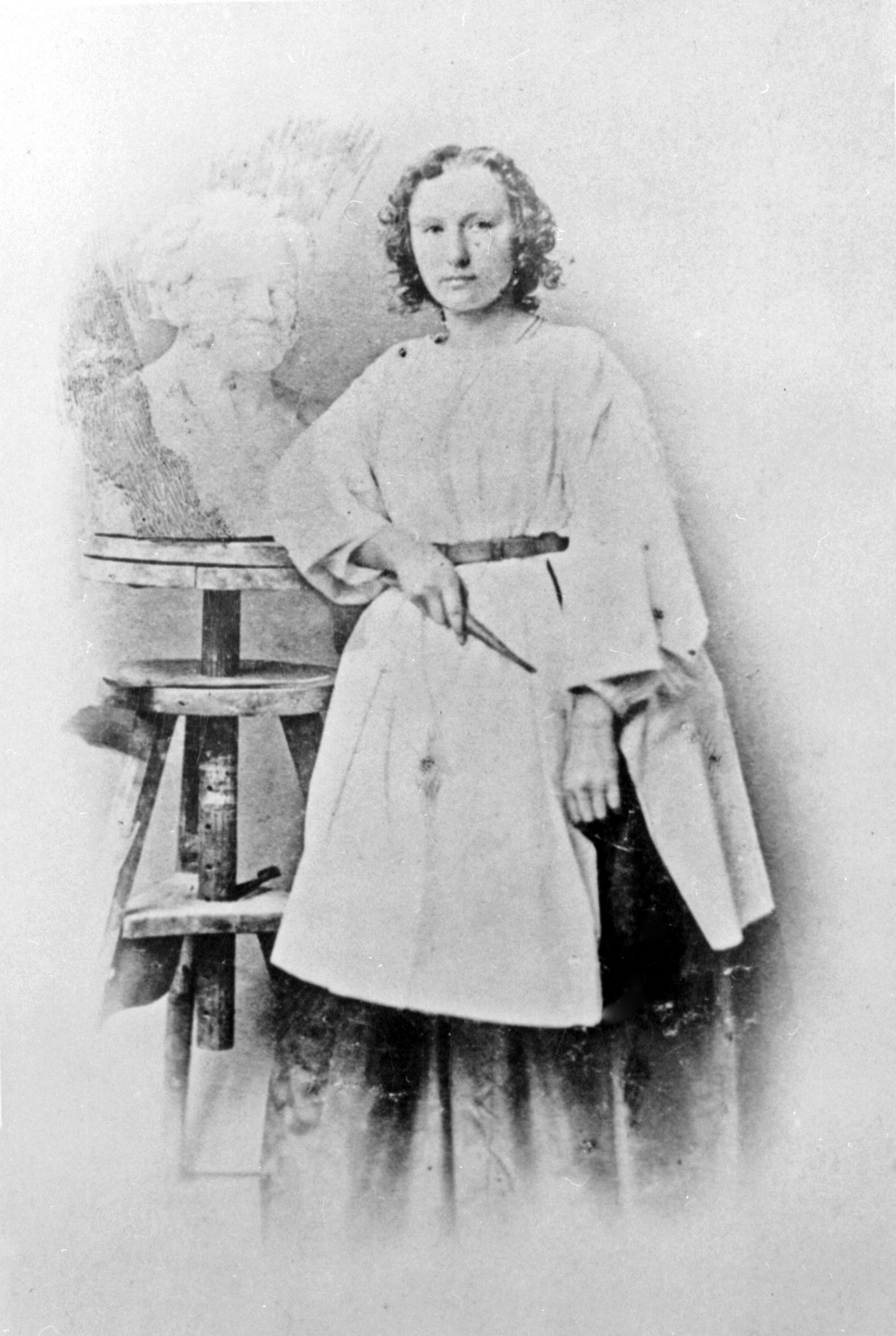
Elisabeth Ney c. 1859 con un busto de Arthur Schopenhauer
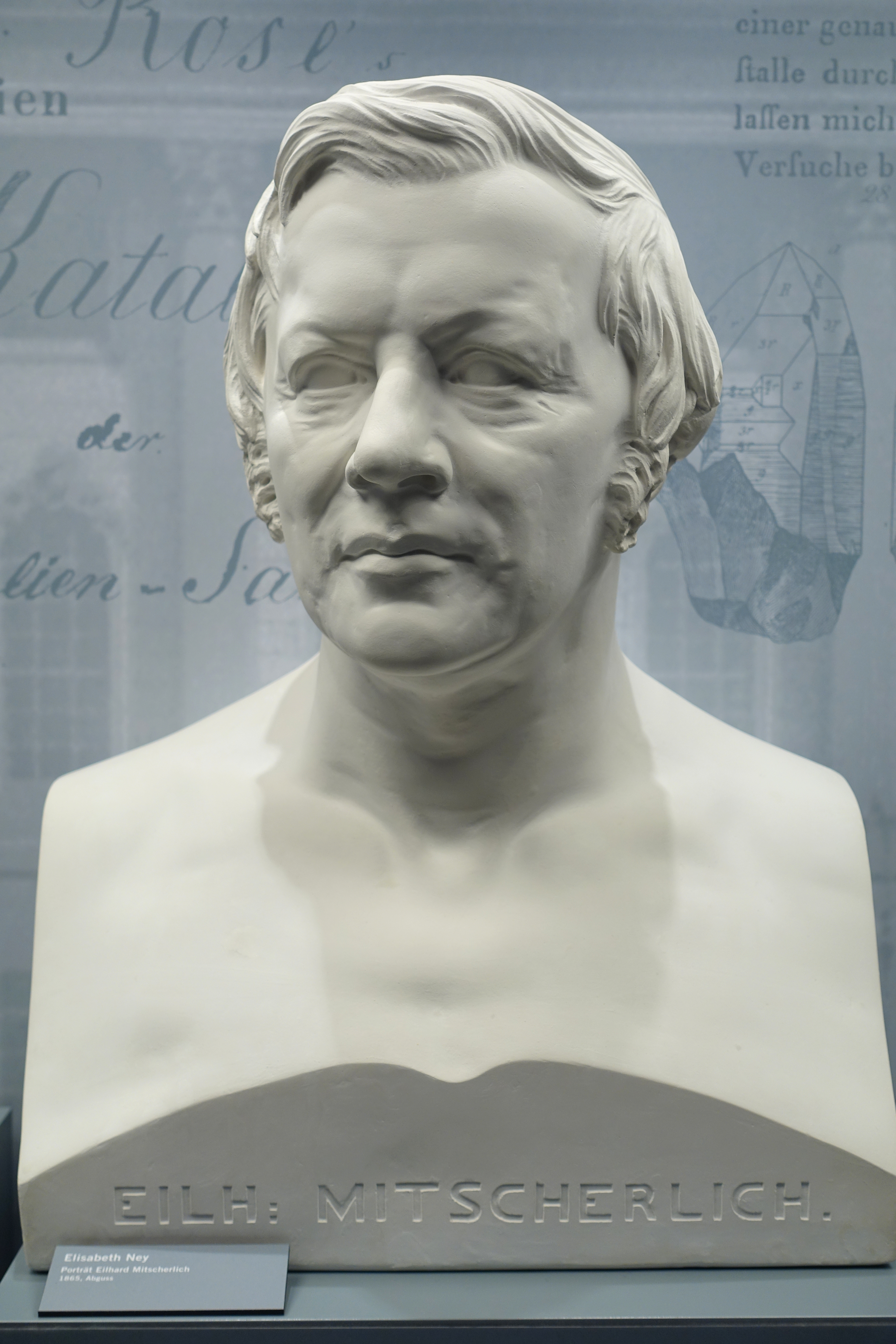
Busto retrato de Eilhard Mitscherlich
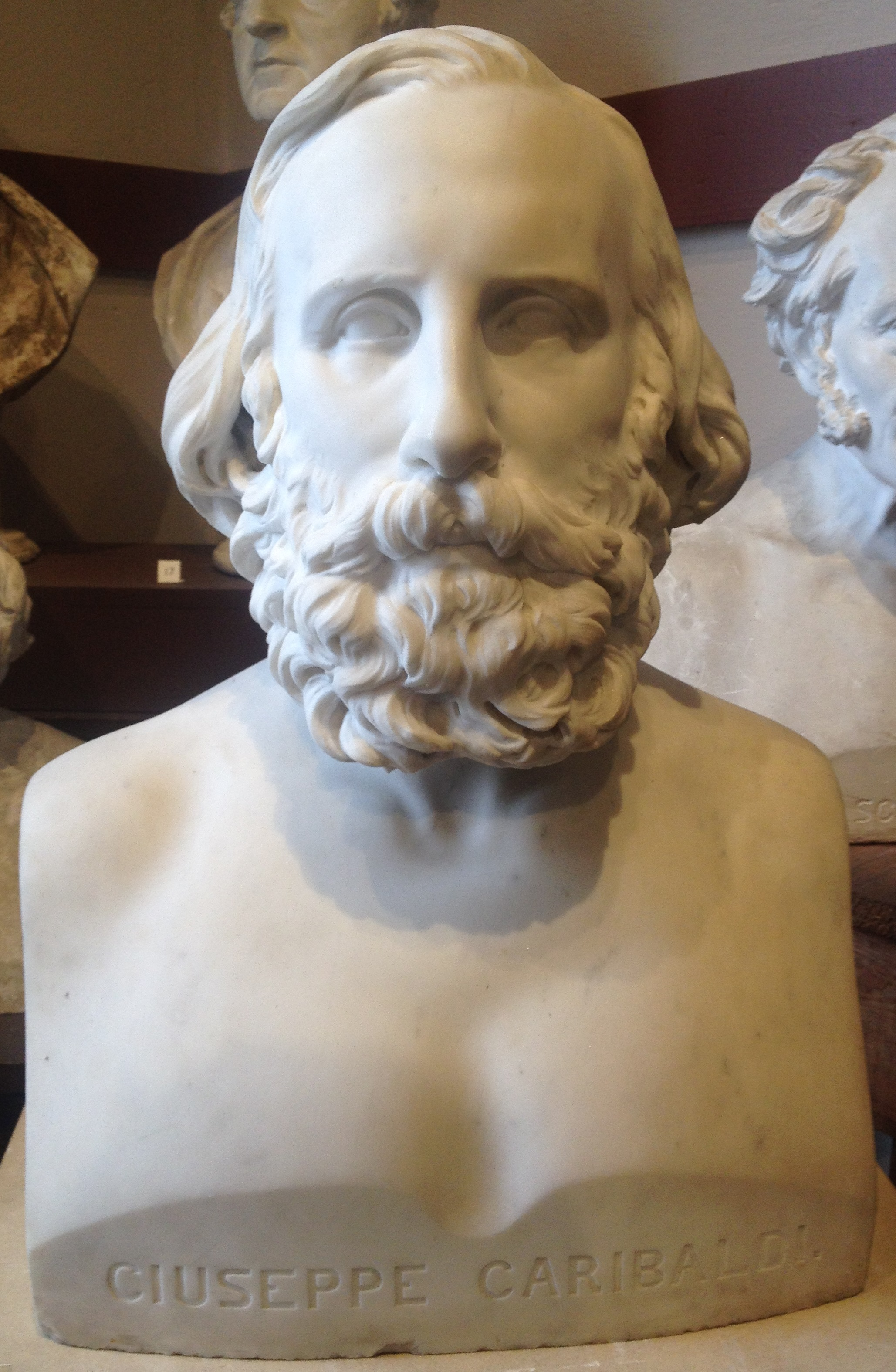
Busto retrato de Giuseppe Garibaldi
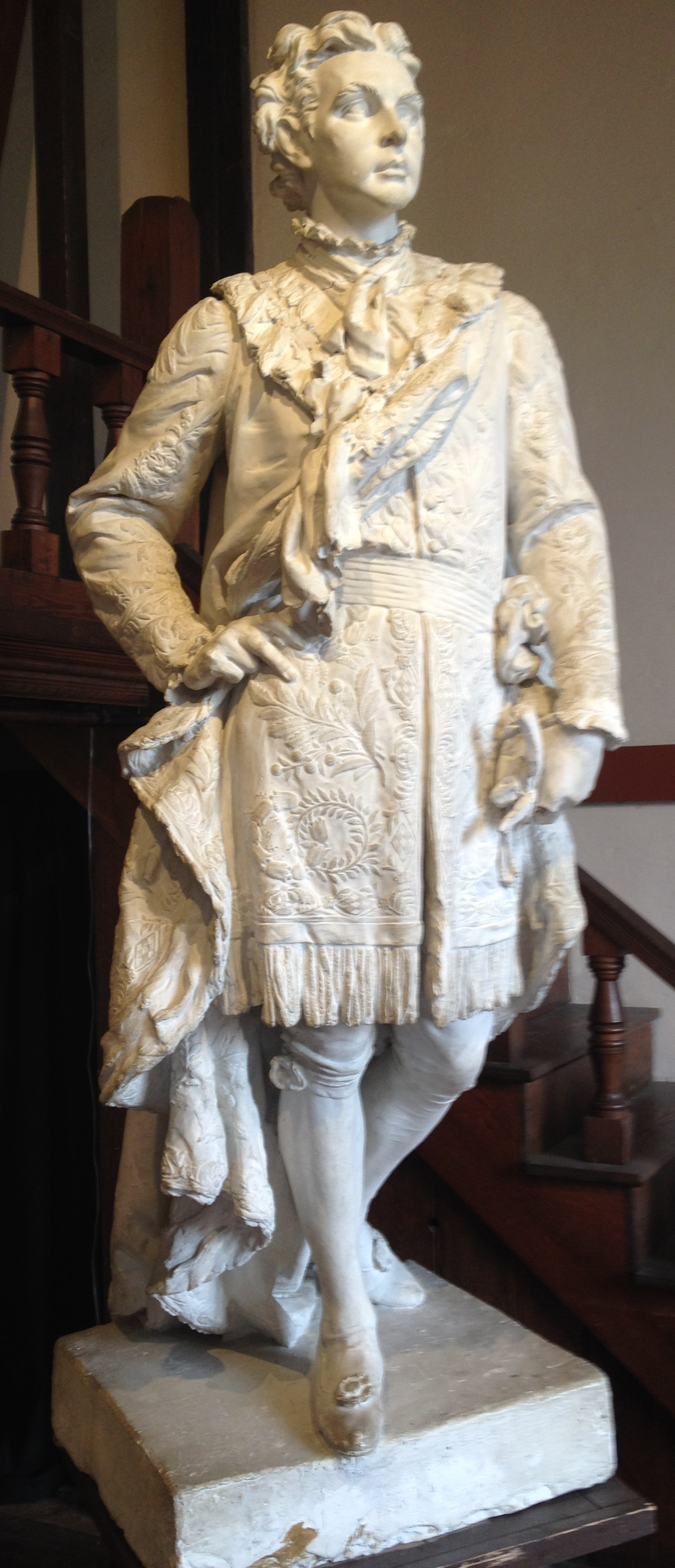
Retrato de Luis II de Baviera
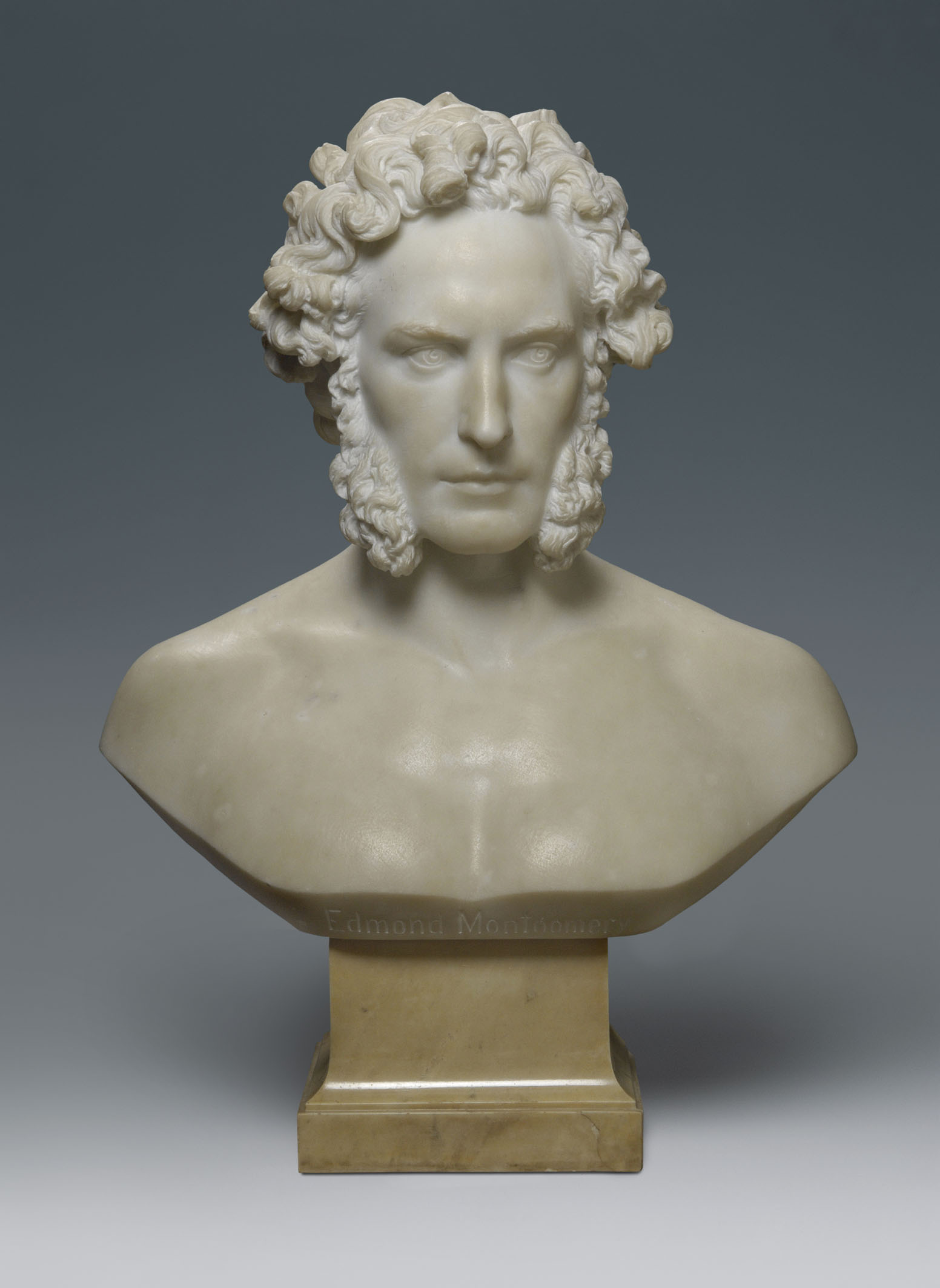
Edmund Montgomery
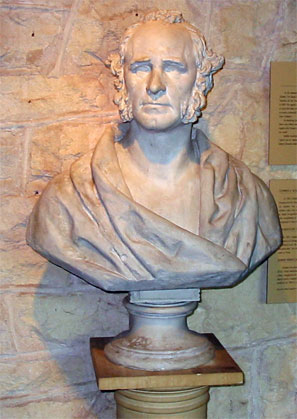
Sam Houston
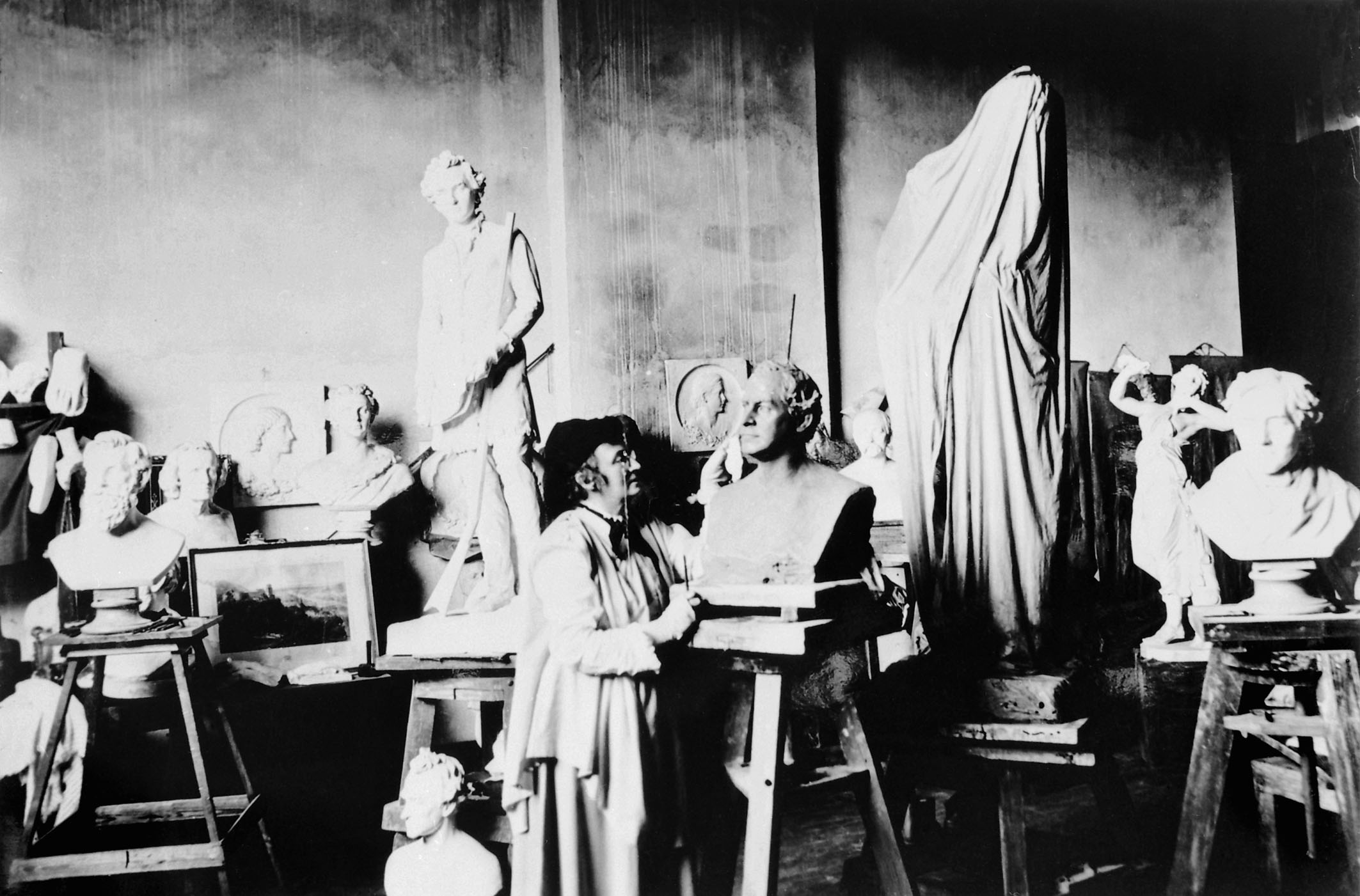
Elisabet Ney en su taller de Texas hacia 1900
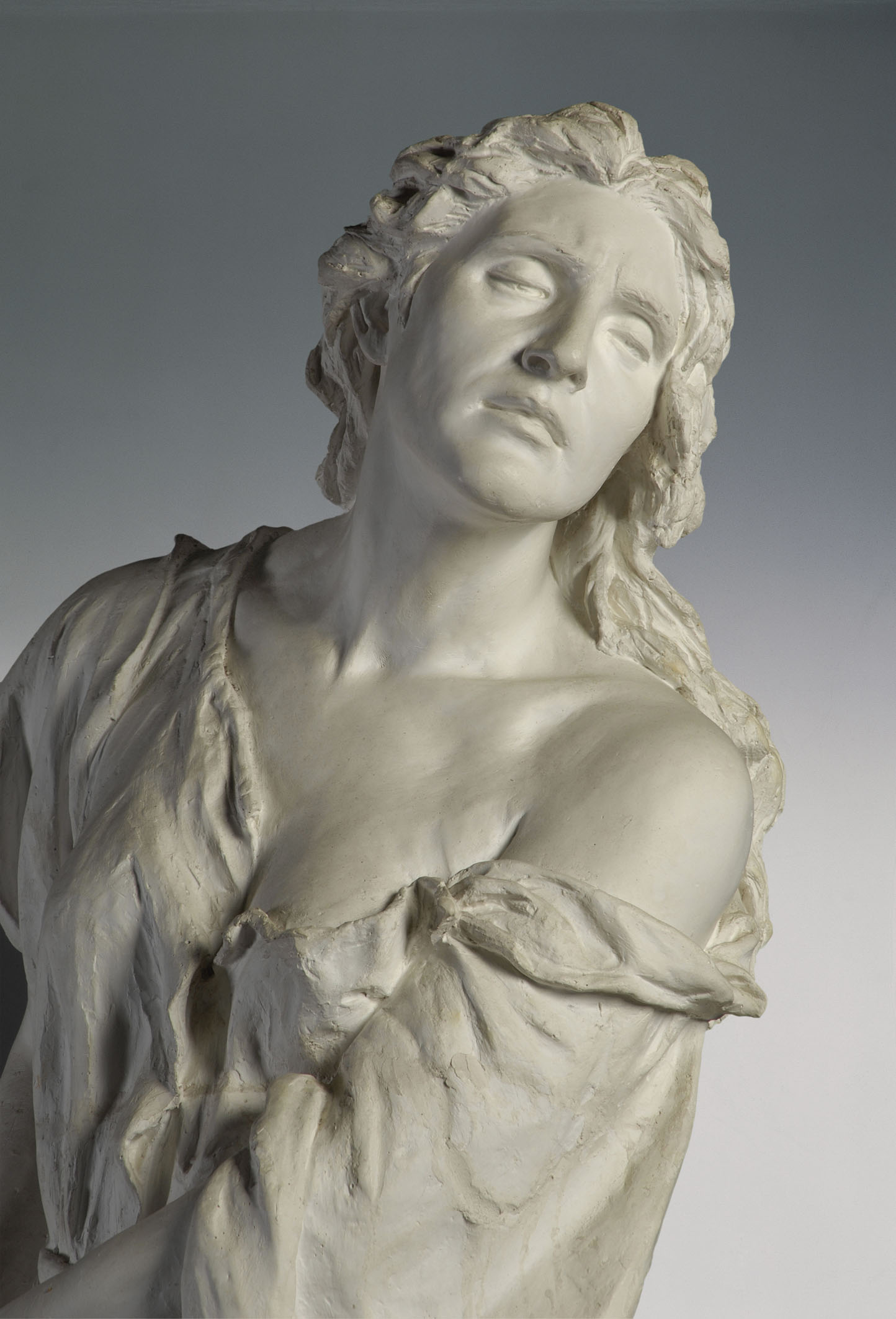
Lady Macbeth
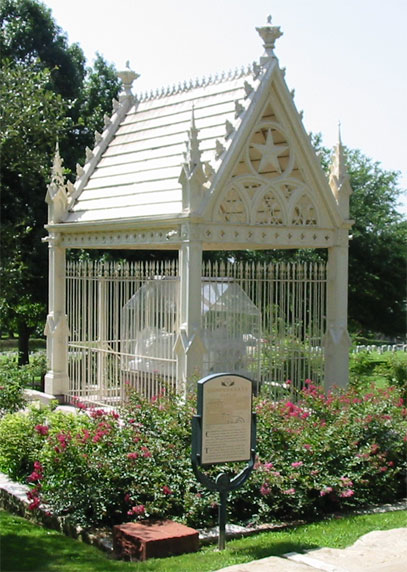
Tumba de Albert Sidney Johnston en el Cementerio Estatal de Texas
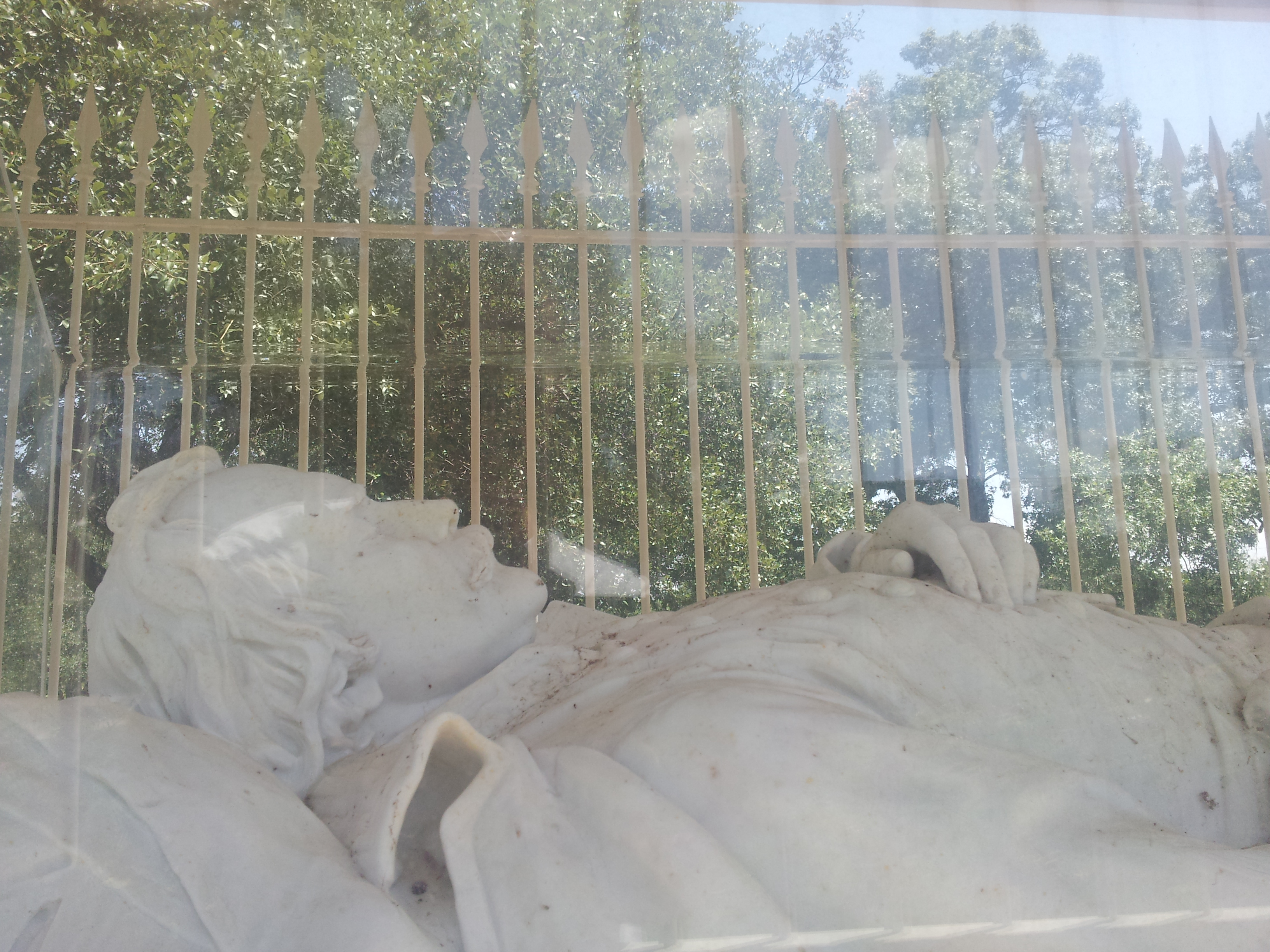
Estatua de Albert Sidney Johnston
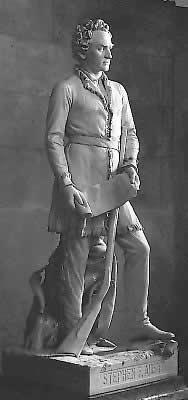
Estatua de  Stephen F. Austin. Cedida por Texas a la Colección Nacional del Salón de las Estatuas
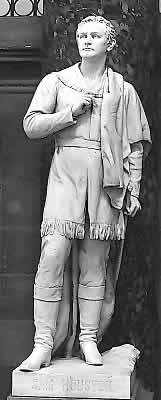
Estatua de Sam Houston. Cedida por Texas a la Colección Nacional del Salón de las Estatuas
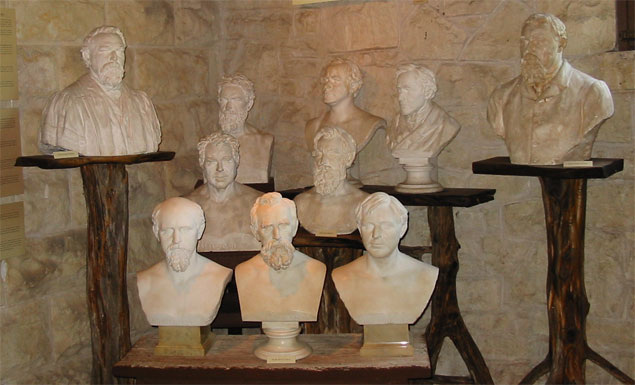
Elisabet Ney Museum

## Obras
A continuación se muestra una lista parcial de sus obras.
| año  | Obra                                              | Localización |
| ---- | ------------------------------------------------- | ------------ |
| 1855 | Johann Adam Ney                                   | Münster      |
| 1855 | Anna Elisabeth Wernze Ney                         | Münster      |
| 1855 | Tyras – Adam Ney's Dog                            | Münster      |
| 1856 | Grave Stele Relief                                | Berlín       |
| 1856 | Herman Weiss                                      | Berlín       |
| 1857 | San Sebastián Martir – yeso                       | Münster      |
| 1857 | San Sebastián Martir – mármol                     | Münster      |
| 1857 | San Sebastián Resucitado                          | Münster      |
| 1857 | Cristo Resucitado                                 | Münster      |
| 1858 | Jacob Grimm – mármol                              | Berlín       |
| 1858 | Alexander von Humboldt                            | Berlín       |
| 1858 | Cosima von Bülow                                  | Berlín       |
| 1859 | Arthur Schopenhauer – yeso                        | Fránkfurt    |
| 1859 | Arthur Schopenhauer – mármol                      | Fránkfurt    |
| 1859 | Jorge V de Hannover – medallón                    | Hannover     |
| 1859 | Jorge V de Hannover– busto                        | Hannover     |
| 1859 | Jorge V de Hannover – busto colosal               | Hannover     |
| 1861 | Joseph Joachim                                    | Hannover     |
| 1861 | Eilhard Mitscherlich - yeso                       | Hannover     |
| 1861 | Ernst Herzog von Bayern                           | Münster      |
| 1861 | Franz Friedrich von Furstenberg – figura          | Münster      |
| 1862 | Walter von Platenberg – estudio                   | Münster      |
| 1862 | Walter von Platenberg – figura                    | Münster      |
| 1862 | Conde Englebert Vandermark – estudio              | Münster      |
| 1861 | Conde Englebert Vandermark – figura               | Münster      |
| 1862 | Justus Moser – figura                             | Münster      |
| 1863 | Ricci                                             | Inglaterra   |
| 1863 | Elisabet Ney - autorretrato                       | Madeira      |
| 1863 | Thomas Taylor                                     | Inglaterra   |
| 1863 | Genii of Mankind – yeso                           | Inglaterra   |
| 1863 | Autorretrato – yeso                               | Inglaterra   |
| 1863 | Autorretrato – mármol                             | Madeira      |
| 1863 | Eilhard Mitscherlich - mármol                     | Hannover     |
| 1864 | Edmund Montgomery – yeso                          | Madeira      |
| 1864 | Edmund Montgomery – mármol                        | Madeira      |
| 1864 | Lady Marian Alford                                | Madeira      |
| 1864 | Lord Brownlow                                     | Madeira      |
| 1864 | Genii of Mankind – mármol                         | Italia       |
| 1865 | Giuseppe Garibaldi – estatuilla                   | Italia       |
| 1865 | Giuseppe Garibaldi – yeso                         | Italia       |
| 1865 | Giuseppe Garibaldi – mármol                       | Italia       |
| 1865 | Prometheus Bound                                  | Austria      |
| 1867 | Otto von Bismarck – yeso                          | Berlín       |
| 1867 | Otto von Bismarck – mármol                        | Berlín       |
| 1867 | Amalie Weiss Joachim                              | Hannover     |
| 1868 | Friedrich Woehler – bust                          | Múnich       |
| 1868 | Friedrich Woehler – busto colosal                 | Múnich       |
| 1868 | Barón Justus von Liebig – bust                    | Múnich       |
| 1868 | Barón Justus von Liebig – busto colosal           | Múnich       |
| 1868 | Mercurio – estudio                                | Múnich       |
| 1868 | Mercurio – figura colosal                         | Múnich       |
| 1868 | Iris – estudio                                    | Múnich       |
| 1868 | Iris – figura completa                            | Múnich       |
| 1868 | Draped figura – estudio                           | Múnich       |
| 1868 | Male figura – estudio                             | Múnich       |
| 1868 | Frieze – estudio                                  | Múnich       |
| 1868 | Fountain – estudio                                | Múnich       |
| 1868 | Count Georg von Werthern                          | Múnich       |
| 1868 | Luis II de Baviera – yeso                         | Múnich       |
| 1868 | Luis II de Baviera– mármol                        | Múnich       |
| 1868 | Luis II de Baviera – yeso de tamaño natural       | Múnich       |
| 1874 | Lorne Ney Montgomery – piezas de fundición        | Texas        |
| 1885 | Oran M. Roberts – yeso                            | Texas        |
| 1885 | Oran M. Roberts – mármol                          | Texas        |
| 1886 | Lorne Ney Montgomery                              | Texas        |
| 1887 | Johanna Runge                                     | Texas        |
| 1887 | Julius Runge                                      | Texas        |
| 1892 | Benedette Tobin                                   | Texas        |
| 1892 | Sam Houston as Young Man – busto en yeso          | Texas        |
| 1892 | Sam Houston as Older Man – busto en bronce        | Texas        |
| 1892 | Sam Houston – yeso de tamaño natural              | Texas        |
| 1892 | Sam Houston – mármol de tamaño natural            | Texas        |
| 1892 | Stephen F. Austin – estudio                       | Texas        |
| 1892 | Stephen F. Austin – busto en yeso                 | Texas        |
| 1893 | Stephen F. Austin – yeso de tamaño natural        | Texas        |
| 1893 | Stephen F. Austin –mármol de tamaño natural       | Texas        |
| 1893 | Governor W.P. Hardeman – yeso                     | Texas        |
| 1893 | Governor W.P. Hardeman – mármol                   | Texas        |
| 1895 | Carrie Pease Graham – yeso                        | Texas        |
| 1895 | Carrie Pease Graham – mármol                      | Texas        |
| 1895 | Senator John H. Reagan – yeso                     | Texas        |
| 1895 | Senator John H. Reagan – mármol                   | Texas        |
| 1895 | Governor Francis R. Lubbock – yeso                | Texas        |
| 1895 | Governor Francis R. Lubbock – mármol              | Texas        |
| 1896 | Paula Ebers – yeso                                | Berlín       |
| 1896 | Paula Ebers – mármol                              | Berlín       |
| 1896 | Unknown Female Philanthropist                     | Berlín       |
| 1896 | Unknown girl                                      | Berlín       |
| 1896 | Unknown woman                                     | Berlín       |
| 1896 | Dancing Maenid                                    | Berlín       |
| 1897 | Bride Neill Taylor – medallón                     | Texas        |
| 1897 | Margaret Runge Rose – yeso                        | Texas        |
| 1897 | Margaret Runge Rose – bronze                      | Texas        |
| 1899 | Sir Swante Palm – yeso                            | Texas        |
| 1899 | Sir Swante Palm – mármol                          | Texas        |
| 1899 | Lilly Haynie                                      | Texas        |
| 1899 | Steiner Burleson – yeso                           | Texas        |
| 1899 | Steiner Burleson – mármol                         | Texas        |
| 1899 | William Jennings Bryan – yeso                     | Texas        |
| 1899 | William Jennings Bryan – mármol                   | Texas        |
| 1900 | Guy M. Bryan – medallón                           | Texas        |
| 1901 | Senator Joseph Dibrell – yeso                     | Texas        |
| 1901 | Senator Joseph Dibrell – mármol                   | Texas        |
| 1901 | Ella Dancy Dibrell – medallón                     | Texas        |
| 1901 | Governor Joseph Sayers – yeso                     | Texas        |
| 1902 | Governor Joseph Sayers – mármol                   | Texas        |
| 1902 | Governor Sul Ross – yeso                          | Texas        |
| 1902 | Governor Sul Ross – mármol                        | Texas        |
| 1902 | Busto de Cristo                                   | Texas        |
| 1902 | Albert Sidney Johnston – busto                    | Texas        |
| 1902 | Albert Sidney Johnston – yeso de tamaño natural   | Texas        |
| 1902 | Albert Sidney Johnston – mármol de tamaño natural | Texas        |
| 1902 | Jacob Bickler – medallón                          | Texas        |
| 1902 | Lady Macbeth – estudio                            | Texas        |
| 1902 | Lady Macbeth – yeso de tamaño natural             | Texas        |
| 1902 | Lady Macbeth – mármol de tamaño natural           | Texas        |
| 1903 | Dr. David Thomas Iglehart – yeso                  | Texas        |
| 1902 | Dr. David Thomas Iglehart – bronze                | Texas        |
| 1903 | Miller Baby cast                                  | Texas        |
| 1904 | Helen Marr Kirby                                  | Texas        |
| 1905 | Dr. William Lamdin Prather                        | Texas        |
| 1906 | Schnerr Memorial – cera                           | Texas        |
| 1906 | Schnerr Memorial – yeso                           | Texas        |
| 1906 | Schnerr Memorial – mármol                         | Texas        |